# GeForce 900
GeForce 900 – rodzina procesorów kart graficznych (GPU) stworzona przez firmę Nvidia. Seria została oficjalnie wprowadzona wraz z pojawieniem się kart graficznych GeForce GTX 980 i GTX 970 18 września 2014. Procesory zostały stworzone w architekturze Maxwell użytej wcześniej w kartach GTX 750Ti i GTX 750.

## Produkty
| Model              | Wprowadzenie     | Nazwa kodowa | Proces technologiczny (nm) | Tranzystory (Million) | Rozmiar rdzenia (mm2) | Interfejs magistrali | Konfiguracja rdzenia | Częstotliwość taktowania    | Częstotliwość taktowania       | Częstotliwość taktowania | Szczytowy współczynnik wypełnienia (ang. fillrate) | Szczytowy współczynnik wypełnienia (ang. fillrate) | Pamięć        | Pamięć               | Pamięć      | Pamięć                | Wsparcie API (wersja) | Wsparcie API (wersja) | Wsparcie API (wersja) | Moc obliczeniowa (GFLOPS) | Moc obliczeniowa (GFLOPS) | TDP (Waty) | SLI6  | Cena (USD) |
| Model              | Wprowadzenie     | Nazwa kodowa | Proces technologiczny (nm) | Tranzystory (Million) | Rozmiar rdzenia (mm2) | Interfejs magistrali | Konfiguracja rdzenia | Podstawowe taktowanie (MHz) | Przyspieszone taktowanie (MHz) | Pamięć                   | Piksele (GP/s)                                     | Tekstury(GT/s)                                     | Rozmiar (MiB) | Przepustowość (GB/s) | Typ pamięci | Szerokość szyny (bit) | DirectX               | OpenGL                | OpenCL                | Pojedyncza precyzja       | Podwójna precyzja         | TDP (Waty) | SLI6  | Cena (USD) |
| ------------------ | ---------------- | ------------ | -------------------------- | --------------------- | --------------------- | -------------------- | -------------------- | --------------------------- | ------------------------------ | ------------------------ | -------------------------------------------------- | -------------------------------------------------- | ------------- | -------------------- | ----------- | --------------------- | --------------------- | --------------------- | --------------------- | ------------------------- | ------------------------- | ---------- | ----- | ---------- |
| GeForce GTX 950    | 20 sierpnia 2015 | GM206        | 28                         | 2940                  | 227                   | PCIe 3.0 x16         | 768:48:32            | 1024                        | 1188                           | 6610                     | 32.7                                               | 49.2                                               | 2048 4096     | 106                  | GDDR5       | 128                   | 12.0                  | 4.5                   | 1.2                   | 1572                      | 49.1                      | 90         | 2-way | $159       |
| GeForce GTX 960    | 22 stycznia 2015 | GM206        | 28                         | 2940                  | 227                   | PCIe 3.0 x16         | 1024:64:32           | 1127                        | 1178                           | 7010                     | 39.3                                               | 72.1                                               | 2048 4096     | 112                  | GDDR5       | 128                   | 12.0                  | 4.5                   | 1.2                   | 2308                      | 72.1                      | 120        | 2-way | $199       |
| GeForce GTX 970    | 18 września 2014 | GM204        | 28                         | 5200                  | 398                   | PCIe 3.0 x16         | 1664:104:56          | 1050                        | 1178                           | 7010                     | 54.6                                               | 109.2                                              | 3584+512      | 196+28               | GDDR5       | 224+32                | 12.0                  | 4.5                   | 1.2                   | 3494                      | 109                       | 145        | 3-way | $329       |
| GeForce GTX 980    | 18 września 2014 | GM204        | 28                         | 5200                  | 398                   | PCIe 3.0 x16         | 2048:128:64          | 1126                        | 1216                           | 7010                     | 72.1                                               | 144                                                | 4096          | 224                  | GDDR5       | 256                   | 12.0                  | 4.5                   | 1.2                   | 4612                      | 144                       | 165        | 4-way | $549       |
| GeForce GTX 980 Ti | 31 maja 2015     | GM200        | 28                         | 8000                  | 601                   | PCIe 3.0 x16         | 2816:176:96          | 1000                        | 1076                           | 7010                     | 96                                                 | 176                                                | 6144          | 336                  | GDDR5       | 384                   | 12.0                  | 4.5                   | 1.2                   | 5632                      | 176                       | 250        | 4-way | $649       |